# Microconops tasmaniensis
Microconops tasmaniensis är en tvåvingeart som beskrevs av Krober 1940. Microconops tasmaniensis ingår i släktet Microconops och familjen stekelflugor. Inga underarter finns listade i Catalogue of Life.